# Juventus Football Club 2018-2019 (femminile)
Questa voce raccoglie le informazioni riguardanti la squadra femminile della Juventus Football Club nelle competizioni ufficiali della stagione 2018-2019.

## Divise e sponsor
Il fornitore tecnico è adidas, mentre gli sponsor principali sono Jeep e, dalla 7ª giornata di campionato, M&M's.
| Casa        | Trasferta   | Terza divisa |             |
| 1ª portiere | 2ª portiere | 3ª portiere  | 4ª portiere |

## Organigramma societario
Area sportiva
- Head of Women: Stefano Braghin
- Dirigente accompagnatore: Elisa Miniati

Area tecnica
- Allenatore: Rita Guarino
- Allenatore in seconda: Matteo Scarpa
- Preparatore atletico: Emanuele Chiappero
- Preparatore dei portieri: Giuseppe Mammoliti

Area sanitaria
- Centro medico: J-Medical

## Rosa
Rosa aggiornata al 29 gennaio 2019.
| N. |                        | Ruolo | Calciatrice          |
| -- | ---------------------- | ----- | -------------------- |
| 1  | Italia (bandiera)      | P     | Laura Giuliani       |
| 2  | Finlandia (bandiera)   | D     | Tuija Hyyrynen       |
| 3  | Italia (bandiera)      | D     | Sara Gama (capitano) |
| 4  | Italia (bandiera)      | C     | Aurora Galli         |
| 5  | Inghilterra (bandiera) | C     | Lianne Sanderson     |
| 6  | Italia (bandiera)      | D     | Michela Franco       |
| 7  | Italia (bandiera)      | C     | Valentina Cernoia    |
| 8  | Italia (bandiera)      | C     | Martina Rosucci      |
| 9  | Inghilterra (bandiera) | A     | Eniola Aluko         |
| 10 | Italia (bandiera)      | A     | Cristiana Girelli    |
| 11 | Italia (bandiera)      | A     | Barbara Bonansea     |
| 12 | Italia (bandiera)      | P     | Federica Russo       |
| 13 | Italia (bandiera)      | D     | Lisa Boattin         |
| 14 | Danimarca (bandiera)   | C     | Sofie Junge Pedersen |

| N. |                        | Ruolo | Calciatrice                    |
| -- | ---------------------- | ----- | ------------------------------ |
| 15 | Italia (bandiera)      | D     | Vanessa Panzeri                |
| 16 | Stati Uniti (bandiera) | C     | Ashley Nick                    |
| 17 | Italia (bandiera)      | A     | Sofia Cantore                  |
| 18 | Italia (bandiera)      | A     | Benedetta Glionna              |
| 19 | Svezia (bandiera)      | D     | Petronella Ekroth              |
| 21 | Italia (bandiera)      | C     | Arianna Caruso                 |
| 23 | Italia (bandiera)      | D     | Cecilia Salvai (vice capitano) |
| 24 | Italia (bandiera)      | A     | Asia Bragonzi                  |
| 25 | Polonia (bandiera)     | C     | Aleksandra Sikora              |
| 29 | Italia (bandiera)      | A     | Flavia Devoto                  |
| 30 | Italia (bandiera)      | C     | Valentina Puglisi              |
| 31 | Italia (bandiera)      | C     | Melissa Bellucci               |
| 33 | Italia (bandiera)      | D     | Michela Giordano               |
| 42 | Croazia (bandiera)     | P     | Doris Bačić                    |

## Calciomercato

### Sessione estiva(dal 1º luglio al 31 agosto)
| Acquisti | Acquisti          | Acquisti    | Acquisti   |
| R.       | Nome              | da          | Modalità   |
| -------- | ----------------- | ----------- | ---------- |
| P        | Doris Bačić       | Anderlecht  | svincolata |
| D        | Petronella Ekroth | Djurgården  | svincolata |
| C        | Melissa Bellucci  | L.F. Jesina |            |
| C        | Lianne Sanderson  |             | svincolata |
| C        | Aleksandra Sikora | Brescia     | svincolata |
| A        | Eniola Aluko      | Chelsea     | svincolata |
| A        | Cristiana Girelli | Brescia     | svincolata |

| Cessioni | Cessioni        | Cessioni | Cessioni   |
| R.       | Nome            | a        | Modalità   |
| -------- | --------------- | -------- | ---------- |
| D        | Martina Lenzini | Sassuolo | prestito   |
| C        | Ingvild Isaksen |          | svincolata |
| C        | Katie Zelem     |          | svincolata |
| A        | Sanni Franssi   |          | svincolata |
| A        | Katie Rood      |          | svincolata |
| A        | Simona Sodini   |          | svincolata |

### Operazioni esterne alle sessioni
| Acquisti | Acquisti             | Acquisti | Acquisti   |
| R.       | Nome                 | da       | Modalità   |
| -------- | -------------------- | -------- | ---------- |
| C        | Sofie Junge Pedersen |          | svincolata |
| C        | Ashley Nick          |          | svincolata |

## Risultati

### Serie A

#### Girone di andata
| Arbitro: | Caldera (Como) |

|                                                                |           |  |
| Bonansea 4’ Girelli 33’, 68’ Aluko 40’ Sanderson 50’ Galli 56’ | Marcatori |  |

| Arbitro: | Ancora (Roma) |

|  |           |                                      |
|  | Marcatori | 27’, 51’ Bonansea 65’ (rig.) Cernoia |

| Arbitro: | Ferrieri Caputi (Livorno) |

|                                                      |           |  |
| Glionna 19’ Girelli 47’ Bonansea 64’, 66’ Caruso 70’ | Marcatori |  |

| Arbitro: | Arena (Torre del Greco) |

|  |           |                                 |
|  | Marcatori | 27’ Glionna 68’, 74’, 86’ Aluko |

| Arbitro: | Galipò (Firenze) |

|          |           |                  |
| Aluko 8’ | Marcatori | 4’ (aut.) Salvai |

| Arbitro: | Bertini (Lucca) |

|                                      |           |  |
| Thaisa 50’ Giacinti 60’ Sabatino 64’ | Marcatori |  |

| Arbitro: | Picchi (Lucca) |

|                                                               |           |  |
| Galli 13’ (rig.) Bonansea 15’ Caruso 26’ Girelli 37’ Gama 47’ | Marcatori |  |

| Arbitro: | Caldera (Como) |

|  |           |                         |
|  | Marcatori | 9’ Girelli 65’ Bonansea |

| Arbitro: | Cavaliere (Paola) |

|                                               |           |  |
| Girelli 58’ Cernoia 64’ Aluko 75’ Glionna 85’ | Marcatori |  |

| Arbitro: | Virgilio (Trapani) |

|  |           |                  |
|  | Marcatori | 20’, 31’ Girelli |

| Arbitro: | Nicolini (Brescia) |

|                                            |           |           |
| Bonansea 6’ Aluko 9’, 35’, 85’ Glionna 49’ | Marcatori | 79’ Dupuy |

#### Girone di ritorno
| Arbitro: | Pirriatore (Bologna) |

|  |           |                       |
|  | Marcatori | 60’ Aluko 71’ Glionna |

| Arbitro: | Morabito (Taurianova) |

|                                                    |           |  |
| Dongus 11’ (aut.) Girelli 86’ Cernoia 90+1’ (rig.) | Marcatori |  |

| Arbitro: | Emmanuele (Pisa) |

|  |           |                                                                    |
|  | Marcatori | 18’ Cernoia 24’ Ekroth 59’ Bonansea 63’ Junge Pedersen 90’ Glionna |

| Arbitro: | Scatena (Avezzano) |

|              |           |  |
| Bonansea 64’ | Marcatori |  |

| Caravaggio 9 febbraio 2019, ore 14:30 CET 16ª giornata | Mozzanica        | 0 – 0 referto | Juventus | Stadio comunale\| Arbitro: \| Zamagni (Cesena) \| |
| Arbitro:                                               | Zamagni (Cesena) |               |          |                                                   |

| Arbitro: | Di Marco (Ciampino) |

|                   |           |  |
| Bonansea 54’, 86’ | Marcatori |  |

| Arbitro: | Ancora (Roma) |

|                   |           |                                           |
| Ekroth 38’ (aut.) | Marcatori | 42’ Bonansea 52’ Aluko 61’ Junge Pedersen |

| Arbitro: | Di Marco (Ciampino) |

|                    |           |  |
| Junge Pedersen 83’ | Marcatori |  |

| Arbitro: | Nicolini (Brescia) |

|                              |           |             |
| McSorley 16’ Tomaselli 90+4’ | Marcatori | 57’ Girelli |

| Arbitro: | Arena (Torre del Greco) |

|                                             |           |  |
| Galli 11’ Aluko 21’, 35’ Girelli 66’, 90+1’ | Marcatori |  |

| Arbitro: | Delrio (Reggio Emilia) |

|  |           |                                  |
|  | Marcatori | 33’ Ekroth 56’ Girelli 68’ Aluko |

### Coppa Italia
| Arbitro: | Sfira (Pordenone) |

|  |           |                                                |
|  | Marcatori | 43’ Glionna 47’ Cernoia 54’ Girelli 64’ Caruso |

| Arbitro: | De Angeli (Milano) |

|  |           |                                       |
|  | Marcatori | 2’, 8’ Aluko 56’ Bragonzi 58’ Girelli |

| Arbitro: | Bonacina (Bergamo) |

|                          |           |  |
| Bragonzi 35’ Cantore 72’ | Marcatori |  |

| Arbitro: | Virgilio (Trapani) |

|                          |           |                           |
| Junge Pedersen 2’ (aut.) | Marcatori | 45+2’ Bonansea 74’ Caruso |

| Arbitro: | Emmanuele (Pisa) |

|             |           |               |
| Glionna 59’ | Marcatori | 82’ Giugliano |

| Arbitro: | Costanza (Agrigento) |

|             |           |                       |
| Bonetti 74’ | Marcatori | 8’ Ekroth 32’ Cernoia |

### Women's Champions League
| Arbitro: | Pustovojtova |

|                   |           |                       |
| Bonansea 43’, 84’ | Marcatori | 60’ Sørensen 72’ Gejl |

| Arbitro: | Guillemin |

|              |           |  |
| Sørensen 33’ | Marcatori |  |

### Supercoppa italiana
| Arbitro: | Michele Delrio (Reggio Emilia) |

|  |           |           |
|  | Marcatori | 68’ Mauro |

## Statistiche
Statistiche inclusive di tutti i match ufficiali.

### Statistiche di squadra
| Competizione             | Punti | In casa | In casa | In casa | In casa | In casa | In casa | In trasferta | In trasferta | In trasferta | In trasferta | In trasferta | In trasferta | Totale | Totale | Totale | Totale | Totale | Totale | DR  |
| Competizione             | Punti | G       | V       | N       | P       | Gf      | Gs      | G            | V            | N            | P            | Gf           | Gs           | G      | V      | N      | P      | Gf     | Gs     | DR  |
| ------------------------ | ----- | ------- | ------- | ------- | ------- | ------- | ------- | ------------ | ------------ | ------------ | ------------ | ------------ | ------------ | ------ | ------ | ------ | ------ | ------ | ------ | --- |
| Serie A                  | 56    | 11      | 10      | 1       | 0       | 38      | 2       | 11           | 8            | 1            | 2            | 25           | 6            | 22     | 18     | 2      | 2      | 63     | 8      | +55 |
| Coppa Italia             | -     | 2       | 1       | 1       | 0       | 3       | 1       | 3            | 3            | 0            | 0            | 10           | 1            | 6      | 5      | 1      | 0      | 15     | 3      | +12 |
| Women's Champions League | -     | 1       | 0       | 1       | 0       | 2       | 2       | 1            | 0            | 0            | 1            | 0            | 1            | 2      | 0      | 1      | 1      | 2      | 3      | -1  |
| Supercoppa italiana      | -     | -       | -       | -       | -       | -       | -       | -            | -            | -            | -            | -            | -            | 1      | 0      | 0      | 1      | 0      | 1      | -1  |
| Totale                   | -     | 14      | 11      | 3       | 0       | 43      | 5       | 15           | 11           | 1            | 3            | 35           | 8            | 31     | 22     | 4      | 4      | 80     | 15     | +65 |

### Andamento in campionato
| Giornata  | 1 | 2 | 3 | 4 | 5 | 6 | 7 | 8 | 9 | 10 | 11 | 12 | 13 | 14 | 15 | 16 | 17 | 18 | 19 | 20 | 21 | 22 |
| --------- | - | - | - | - | - | - | - | - | - | -- | -- | -- | -- | -- | -- | -- | -- | -- | -- | -- | -- | -- |
| Luogo     | C | T | C | T | C | T | C | T | C | T  | C  | T  | C  | T  | C  | T  | C  | T  | C  | T  | C  | T  |
| Risultato | V | V | V | V | N | P | V | V | V | V  | V  | V  | V  | V  | V  | N  | V  | V  | V  | P  | V  | V  |
| Posizione | 1 | 1 | 1 | 3 | 2 | 2 | 2 | 2 | 2 | 1  | 1  | 1  | 1  | 1  | 1  | 1  | 1  | 1  | 1  | 1  | 1  | 1  |

Legenda:

Luogo: C = Casa; T = Trasferta. Risultato: V = Vittoria; N = Pareggio; P = Sconfitta.

### Statistiche delle giocatrici
| Giocatore         | Serie A  | Serie A | Serie A     | Serie A    | Coppa Italia | Coppa Italia | Coppa Italia | Coppa Italia | Supercoppa italiana | Supercoppa italiana | Supercoppa italiana | Supercoppa italiana | UEFA Champions League | UEFA Champions League | UEFA Champions League | UEFA Champions League | Totale   | Totale | Totale      | Totale     |
| Giocatore         | Presenze | Reti    | Ammonizioni | Espulsioni | Presenze     | Reti         | Ammonizioni  | Espulsioni   | Presenze            | Reti                | Ammonizioni         | Espulsioni          | Presenze              | Reti                  | Ammonizioni           | Espulsioni            | Presenze | Reti   | Ammonizioni | Espulsioni |
| ----------------- | -------- | ------- | ----------- | ---------- | ------------ | ------------ | ------------ | ------------ | ------------------- | ------------------- | ------------------- | ------------------- | --------------------- | --------------------- | --------------------- | --------------------- | -------- | ------ | ----------- | ---------- |
| E. Aluko          | 22       | 14      | 1           | 0          | 5            | 2            | 0            | 0            | 1                   | 0                   | 0                   | 0                   | 2                     | 0                     | 1                     | 0                     | 30       | 16     | 2           | 0          |
| D. Bačić          | 10       | -4      | 0           | 0          | 0            | 0            | 0            | 0            | -                   | -                   | -                   | -                   | 0                     | 0                     | 0                     | 0                     | 10       | -4     | 0           | 0          |
| M. Bellucci       | 3        | 0       | 0           | 0          | 1            | 0            | 0            | 0            | -                   | -                   | -                   | -                   | -                     | -                     | -                     | -                     | 4        | 0      | 0           | 0          |
| L. Boattin        | 15       | 0       | 2           | 0          | 3            | 0            | 0            | 0            | 1                   | 0                   | 0                   | 0                   | 2                     | 0                     | 0                     | 0                     | 21       | 0      | 2           | 0          |
| B. Bonansea       | 21       | 13      | 1           | 0          | 5            | 1            | 0            | 0            | 1                   | 0                   | 0                   | 0                   | 2                     | 2                     | 0                     | 0                     | 29       | 16     | 1           | 0          |
| A. Bragonzi       | 3        | 0       | 0           | 0          | 3            | 2            | 0            | 0            | -                   | -                   | -                   | -                   | -                     | -                     | -                     | -                     | 6        | 2      | 0           | 0          |
| S. Cantore        | 1        | 0       | 0           | 0          | 2            | 1            | 0            | 0            | -                   | -                   | -                   | -                   | -                     | -                     | -                     | -                     | 3        | 1      | 0           | 0          |
| A. Caruso         | 22       | 2       | 2           | 0          | 6            | 2            | 0            | 0            | 1                   | 0                   | 0                   | 0                   | 1                     | 0                     | 0                     | 0                     | 30       | 4      | 2           | 0          |
| V. Cernoia        | 21       | 4       | 1           | 0          | 3            | 2            | 0            | 0            | 1                   | 0                   | 0                   | 0                   | 2                     | 0                     | 0                     | 0                     | 27       | 6      | 1           | 0          |
| F. Devoto         | -        | -       | -           | -          | 1            | 0            | 0            | 0            | -                   | -                   | -                   | -                   | -                     | -                     | -                     | -                     | 1        | 0      | 0           | 0          |
| P. Ekroth         | 12       | 2       | 1           | 0          | 5            | 1            | 1            | 0            | 0                   | 0                   | 0                   | 0                   | 2                     | 0                     | 0                     | 0                     | 19       | 3      | 2           | 0          |
| M. Franco         | 1        | 0       | 0           | 0          | 2            | 0            | 0            | 0            | -                   | -                   | -                   | -                   | 0                     | 0                     | 0                     | 0                     | 3        | 0      | 0           | 0          |
| A. Galli          | 18       | 3       | 4           | 0          | 4            | 0            | 0            | 0            | 1                   | 0                   | 1                   | 0                   | 2                     | 0                     | 0                     | 0                     | 25       | 3      | 5           | 0          |
| S. Gama           | 18       | 1       | 0           | 0          | 4            | 0            | 0            | 0            | 1                   | 0                   | 0                   | 0                   | 2                     | 0                     | 0                     | 0                     | 25       | 1      | 0           | 0          |
| M. Giordano       | -        | -       | -           | -          | 1            | 0            | 0            | 0            | -                   | -                   | -                   | -                   | -                     | -                     | -                     | -                     | 1        | 0      | 0           | 0          |
| C. Girelli        | 19       | 13      | 2           | 0          | 5            | 2            | 0            | 0            | 1                   | 0                   | 0                   | 0                   | 2                     | 0                     | 1                     | 0                     | 27       | 15     | 3           | 0          |
| L. Giuliani       | 13       | -4      | 1           | 0          | 3            | -3           | 0            | 0            | 1                   | -1                  | 0                   | 0                   | 2                     | -3                    | 0                     | 0                     | 19       | -11    | 1           | 0          |
| B. Glionna        | 18       | 6       | 0           | 0          | 5            | 2            | 0            | 0            | 1                   | 0                   | 0                   | 0                   | 1                     | 0                     | 0                     | 0                     | 25       | 8      | 0           | 0          |
| T. Hyyrynen       | 18       | 0       | 1           | 0          | 3            | 0            | 0            | 0            | 1                   | 0                   | 0                   | 0                   | 2                     | 0                     | 0                     | 0                     | 24       | 0      | 1           | 0          |
| S. Junge Pedersen | 10       | 3       | 0           | 0          | 3            | 0            | 0            | 0            | -                   | -                   | -                   | -                   | -                     | -                     | -                     | -                     | 13       | 3      | 0           | 0          |
| A. Nick           | 7        | 0       | 0           | 0          | 3            | 0            | 0            | 0            | 0                   | 0                   | 0                   | 0                   | -                     | -                     | -                     | -                     | 10       | 0      | 0           | 0          |
| V. Panzeri        | 8        | 0       | 1           | 0          | 2            | 0            | 0            | 0            | 0                   | 0                   | 0                   | 0                   | 0                     | 0                     | 0                     | 0                     | 10       | 0      | 1           | 0          |
| V. Puglisi        | 0        | 0       | 0           | 0          | 1            | 0            | 0            | 0            | -                   | -                   | -                   | -                   | 0                     | 0                     | 0                     | 0                     | 1        | 0      | 0           | 0          |
| M. Rosucci        | 2        | 0       | 0           | 0          | 2            | 0            | 0            | 0            | -                   | -                   | -                   | -                   | -                     | -                     | -                     | -                     | 4        | 0      | 0           | 0          |
| F. Russo          | 0        | 0       | 0           | 0          | 3            | 0            | 0            | 0            | 0                   | 0                   | 0                   | 0                   | 0                     | 0                     | 0                     | 0                     | 3        | 0      | 0           | 0          |
| C. Salvai         | 17       | 0       | 0           | 0          | 2            | 0            | 0            | 0            | 1                   | 0                   | 0                   | 0                   | 2                     | 0                     | 0                     | 0                     | 22       | 0      | 0           | 0          |
| L. Sanderson      | 2        | 1       | 0           | 0          | -            | -            | -            | -            | 0                   | 0                   | 0                   | 0                   | 1                     | 0                     | 0                     | 0                     | 3        | 1      | 0           | 0          |
| A. Sikora         | 20       | 0       | 2           | 0          | 6            | 0            | 0            | 0            | 1                   | 0                   | 0                   | 0                   | 2                     | 0                     | 0                     | 0                     | 29       | 0      | 2           | 0          |

## Giovanili

### Organigramma
Area tecnica
- Primavera
  - Allenatore: Alessandro Spugna
- Under-17
  - Allenatore: Daniele Diana
- Under-15
  - Allenatore: Luca Vood

### Piazzamenti
- Primavera:
  - Campionato: 3º posto[25]
  - Viareggio Women's Cup: vincitrice[26]
- Under-17:
  - Campionato: vincitrice[27]
- Under-15:
  - Campionato: vincitrice[28]
- Under-13:
  - Champions Trophy Girls: vincitrice[29]
  - Danone Nations Cup: 2º posto[30]